# Gelégrodd
Gelégrodd (Appendicularia sicula) är en ryggsträngsdjursart som beskrevs av Hermann Fol 1874. Gelégrodd ingår i släktet Appendicularia och familjen bägargroddar. Det är osäkert om arten förekommer i Sverige. Inga underarter finns listade i Catalogue of Life.